# سلاویانتسی
سلاویانتسی (به بلغاری: Slavyantsi) یک منطقهٔ مسکونی در بلغارستان است که در استان بورگاس واقع شده‌است.